# دستور الأرجنتين 1819

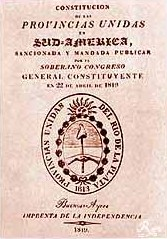
دستور الأرجنتين 1819.

دستور الأرجنتين 1819 كان دستورًا صاغه كونغرس توكومان في عام 1819، بعد وقت قصير من حرب الاستقلال الأرجنتينية. تم الترويج لها من قبل بوينس آيرس لكن رفضتها المقاطعات الأخرى ولم تدخل حيز التنفيذ.

## التاريخ
انتقل كونغرس توكومان إلى بوينس آيرس، بعد أن أصدر إعلان الاستقلال الأرجنتيني في سان ميغيل دي توكومان. استندت المسودة إلى القوانين الحالية التي تحكم مقاطعات ريو دي لا بلاتا المتحدة، وكذلك في الدساتير الأجنبية مثل الولايات المتحدة أو فرنسا أو إسبانيا. كتبه خوسيه ماريانو سيرانو ودييجو إستانيسلاو زافاليتا وتيودورو سانشيز دي بوستامانتي وخوان خوسيه باسو وأنطونيو سانز.

## المحتويات
حدد الدستور الفصل بين السلطات في ثلاثة فروع متميزة، مع السلطة التنفيذية التي يتولاها "مدير أعلى"، يتم انتخابه بأغلبية جلسة مشتركة للكونغرس، ويخدم لمدة 5 سنوات. في ظل شكل الحكومة الذي تأسس في عام 1814 كان المدير الأعلى للمقاطعات المتحدة في ريو دي لا بلاتا يمارس السلطة التنفيذية، ولكن كانت هناك محاولات لتتويج بوربون كملك للمقاطعات المتحدة. ستكون لديه سلطة تعيين حكام المقاطعات.
كان من المفترض أن تمارس السلطة التشريعية من قبل مجلسين، الأول مجلس الشيوخ والآخر نواب. إلى جانب عدد ثابت من أعضاء مجلس الشيوخ حسب المقاطعة، سيتألف مجلس الشيوخ أيضًا من ثلاثة عسكريين (برتبة عقيد أو أعلى)، وأسقف واحد، وثلاثة رجال دين، وممثل عن كل جامعة، والمدير الأعلى السابق. كان على أعضاء مجلس الشيوخ والنواب إثبات ملكية قدرها 8.000 دولار و4.000 دولار على التوالي. كان من المقرر أن يكون لمجلس النواب المبادرة في القضايا المتعلقة بالضرائب.

## التفاعلات
صدر الدستور في 25 مايو 1819. ورُفض على الفور من قبل المقاطعات التي كانت ستشن حربًا على الإدارة العليا. نظرًا لأن الجيوش الوطنية التي كانت تخوض حرب الاستقلال رفضت خوض حرب أهلية، فقد هُزمت القوات المتضائلة للمدير الأعلى خوسيه روندو خلال معركة سيبيدا في 1 فبراير 1820. وهكذا تم إلغاء دستور عام 1819.